# شويكة (طولكرم)
حي شويكة أو ضاحية شويكة، من أحد أحياء مدينة طولكرم، يقع الحي في قلب المدينة وتحديدًا في الجهة الشمالية من المدينة، وتتولى بلدية طولكرم مسؤولية الاهتمام بالحي وتطويره.

## سبب التسمية
سمي حي شويكة في مدينة طولكرم بهذا الاسم نسبة إلى عائلة «شويكة» التي سكنت هذا الحي قبل عشرات السنين، حيث كان آل «شويكه» من "كبار تجار" مدينة نابلس المجاورة.

## السكان
بلغ عدد سكان مدينة طولكرم عام 2017 حوالي 80,886 نسمة، منهم أعداد تقطن حي شويكة بالمدينة.

## المساحة
تبلغ المساحة العمرانية للحي حوالي 1000 دونم، في حين أن مساحة أراضي الحي الكلية تبلغ 6300 دونم، وقد احتلت إسرائيل معظم أراضيها لأنها تقع على الحدود مع دولة إسرائيل.

## الحي من الداخل
يضم حي شويكة في مدينة طولكرم ما يلي:
- خمسة مدارس للبنين والبنات وأخرى قيد الإنشاء.
- جمعية خيرية تأسست عام 1981م تشرف على روضة أطفال وعدة رياض أخرى.
- ستة مساجد، منها مسجد أثري قديم تم ترميمه حديثًا.[4]
- متنزهات وحدائق، منها حديقة ترفيهية عامة حديثة للأطفال قامت بلدية طولكرم بافتتاحها عام 2014م.[5]
- مقابر صغيرة.
- عدد من مزارع الأزهار.
- سبعة آبار ارتوازية، أشهرها «بير المسناوي» الذي تم ترميمه عام 2003، ويعتبر من أبرز آبار مياه مدينة طولكرم.

## مواضيع ذات صلة
- طولكرم
- بلدية طولكرم

## وصلات خارجية
- موقع بلدية طولكرم الإلكتروني.